# Ho ritrovato il mio amore
Ho ritrovato il mio amore (I Met My Love Again) è un film del 1938 diretto da Joshua Logan e Arthur Ripley.

## Trama
La capricciosa Julie è fidanzata sin dai tempi della scuola con Ives Towner, un posato insegnante. I due meditano di sposarsi, ma quando lei incontra Michael, uno scrittore squattrinato ed ubriacone, lascia il fidanzato e parte con quest'ultimo per Parigi.
Dopo qualche anno, alla morte del marito, Julie rientra in patria dalla Francia, povera e con un figlio. Gli amici di Ives, saputo del ritorno della giovane, organizzano un incontro fra loro due. Julie tenta di riconquistare l'uomo, inizialmente senza successo. Ives è nel frattempo diventato uno stimato insegnante di scienze, del quale si innamora la giovane allieva Brenda. Ives resiste al corteggiamento della ragazza, spiegandole che loro non sono Abelardo ed Eloisa, ma Brenda insiste, provocando la gelosia del giovane Budge, anch'egli allievo del professore. 
Infine, Ives si lascia conquistare dalla vecchia fiamma, rimpiange gli anni perduti, capisce di essere sempre stato innamorato di Julie, e decidono risposarsi. Ma la sera delle nozze arriva Budge a comunicare che Brenda ha tentato di uccidersi. Julie allora decide di affrontare Brenda che è fuori in auto: entrambe dichiarano di non poter vivere senza Ives. Julie prende il volante e guida la macchina ad altissima velocità lungo una strada senza uscita per la rottura di un ponte (espediente non raro nel cinema americano). È una specie di sfida mortale, nella quale la giovane soccombe. "Voglio vivere!" grida, arrendendosi alla volontà della rivale. Che può tornare da Ives e celebrare le nozze.